# Уэнем, Фрэнсис Герберт
Фрэнсис Герберт Уэнем (англ. Francis Herbert Wenham, в рос.  и сов. литературе – Уенгам, Уенхем, Уэнхем; 1824 —1908) – британский инженер и учёный, пионер авиации, один из основателей Воздухоплавательного общества Великобритании (впоследствии – Королевского воздухоплавательного общества) . В 1871 году построил первую в мире аэродинамическую трубу для исследования аэродинамических характеристик крыла. Внёс вклад в изучение аэродинамики крыла летательных аппаратов. Пытался (безуспешно) осуществить полёт на летательных аппаратах тяжелее воздуха собственной постройки. Вклад Уэнема в развитие идеи аэродинамического летательного аппарата был высоко оценён Уилбуром Райтом.

## Аэродинамические исследования
В 1871 году Уэнем построил, совместно с Ч. Бруком и Дж. Браунингом, первую в мире аэродинамическую трубу и провёл в ней ряд опытов по исследованию  аэродинамических характеристик несущих поверхностей  (в том же году опыты в аэродинамической трубе, с целью исследования аэродинамических характеристик артиллерийских снарядов, проводил В. А. Пашкевич в Санкт-Петербурге). В ходе этих опытов было впервые экспериментально подтверждено положительное влияние большого удлинения крыла (отношения размаха крыла к его ширине) на его аэродинамическое качество (Фрэнсис Уэнем был одним из первых, кто высказал мнение о целесообразности использования в крыле летательного аппарата искривлённого профиля, подобного профилю крыла птицы, а также о положительном влиянии на аэродинамическое качество крыла увеличения его удлинения). Однако научная общественность тогда подвергла это заключение сомнению, так как другие результаты, полученные в ходе опытов Уэнема и Брука, содержали явные неточности (что было следствием несовершенной техники эксперимента) .

## Постройка натурных летательных аппаратов
На рубеже 50-х – 60-х годов XIX века Фрэнсис Уэнем изготовил несколько летательных аппаратов, в которых система из 5-6 неподвижных крыльев значительного (порядка 10-12) удлинения, расположенных друг над другом сочеталась с небольшими машущими крылышками, приводимыми в действие мускульной силой (ногами) лётчика и предназначенными, главным образом, для создания горизонтальной тяги. Испытания этих аппаратов были неудачны – при попытке взлёта они ломались.